# Hyper Night Program GOW!!
Hyper Night Program GOW!!（ハイパーナイトプログラム・ガウ!!）は、2009年10月1日からエフエム福岡（FM FUKUOKA）で月曜 - 木曜の16:30 - 20:25にJR博多駅ビル「JR博多シティ」内にあるFM FUKUOKA JR HAKATA CITY Studioから放送されているラジオ番組。

## 概要
1998年4月 - 2009年9月に放送していたSMASH WAVE（16:00 - 18:30）と2006年4月 - 2009年9月に放送していたGing Ging Sparkling（18:30 - 20:55）をリニューアルする形で放送開始した。なお放送開始 - 2011年2月は、本社6階Aスタジオからの放送だった。
番組タイトルは「G＝グッドミュージックにのせて、O＝オリジナルに、W＝ワイルドに」の頭文字である。
キャッチコピーは「音を食べよ!!肉食系ラジオ誕生!!」。

## 放送時間
- 月曜 - 木曜 16:30 - 20:25（2016年4月 - ）

### 過去
- 月曜 - 木曜 16:30 - 20:55（放送開始 - 2012年3月）
- 月曜 - 木曜 16:30 - 20:45（2012年4月 - 2013年3月）
- 月曜 - 木曜 16:00 - 20:00（2013年4月 - 2016年3月）

## パーソナリティ

### 現在
- 黒川修（全曜日、2014年4月 - ）
- 田代奈々（月・水曜、番組開始 - ） - 過去の担当曜日はパーソナリティの変遷を参照。
- 町田隼人（木曜、2017年4月 - ）
- 黒田りさ（火曜、2022年4月 - ）

### 過去
- 椎葉ユウ（水曜、番組開始 - 2014年3月）
- DJ EIJI（月曜、番組開始 - 2016年3月）- 2013年3月までは火曜も兼任。
- 西川さとり（火曜、2013年4月 - 2015年3月）
- HARU（木曜、番組開始 - 2017年3月）

### パーソナリティの変遷
| 時期                         | 月曜            | 火曜            | 水曜              | 木曜            |
| ---------------------------- | --------------- | --------------- | ----------------- | --------------- |
| 番組開始 - 2013年3月28日     | DJ EIJI         | DJ EIJI         | 椎葉ユウ 田代奈々 | HARU            |
| 2013年4月1日 - 2014年3月27日 | DJ EIJI         | 西川さとり      | 椎葉ユウ 田代奈々 | HARU            |
| 2014年3月31日 - 2015年4月2日 | DJ EIJI         | 西川さとり      | 黒川修 田代奈々   | HARU            |
| 2015年4月6日 - 2016年3月31日 | DJ EIJI         | 黒川修          | 黒川修 田代奈々   | HARU            |
| 2016年4月4日 - 2017年3月30日 | 黒川修 田代奈々 | 黒川修          | 黒川修 田代奈々   | HARU            |
| 2017年4月3日 - 2022年3月31日 | 黒川修 田代奈々 | 黒川修          | 黒川修 田代奈々   | 黒川修 町田隼人 |
| 2022年4月4日 - 現在          | 黒川修 田代奈々 | 黒川修 黒田りさ | 黒川修 田代奈々   | 黒川修 町田隼人 |

## コーナー
番組の途中で「FM FUKUOKA Today's Report」（ニュース）、「Weather Report」（天気予報）、「Traffic Report」（交通情報）が含まれる他、17:50にはSUZUKI No.1 Factory（TOKYO FM製作）が挿入される。
また、SMASH WAVEやGing Ging Sparklingの流れを汲むコーナーも存在する。

### 月曜 - 木曜共通
- 食堂GOW!!（月のEIJI時代は『EIJI食堂』、火は『食堂GOW!!黒川修の「続・酒場放浪記」』）
- DJ'Sチョイス（EIJI時代の月は「EIJI'Sチョイス」）
- あつまれ!!アイランドシティ中央公園
- トゥデイズ・ゲスト

### 月曜
- GOW!!ムービープレビュー・オブ・シネマ
- GOW!!事件簿
- 今日の雑学
- Quios Est Mois 〜クワ・エ・モワ〜
- GOW!!エピソード・リクエスト
- an an an 〜アン・アン・アン〜
- ヘビリスP

### 火曜
- ベースDEポン♪ （様々な曲をベースで演奏し当ててもらう）
- GOW!!イベント情報
- クロ電話
- GOW!!MUSIC MATES
- JR HAKATA CITY BLUES
- 今日のベースライン
- あな特 GOW!!支局（西日本新聞「あなたの特命取材班」とのコラボレーションコーナー）
- 学生限定!クロちゃんのホームルーム
- 今日のペット

### 水曜
- TODAY'S プライベート REPORT
- JR HAKATA CITY STUDIOから"ガウ然に"
- TODAY'S ローカル REPORT
- Today's GOW!
- 誰も知らない三択クイズ!!
- GOW GOW チャンプルー
- 真ん中ポッコリ水曜日!夕闇ガウガウ

### 木曜
- サミュエル、マチルダのハワイアンクッキング
- PICK UP GOW!!
- テッシーの株大好き
- お悩み包装部
- 公家たちの短歌
- DJマッチ―の朝倉方言なぞなぞ

### 終了したコーナー
- エイジくんといっしょ（月曜）
- ギンギラギンにギラヴァン通（火曜）
- TODAY'S スクワット REPORT（木曜）
- ハル姉の“ばかじゃないの!!”（木曜）
- GOW!! GET A CHANCE!（木曜）
- …ま、そんな感じぃ～（木曜）